# E・H・ムーア
E・H・ムーア(E. H. Moore)ことイライアキム・ヘイスティングス・ムーア（Eliakim Hastings Moore、1862年1月26日 - 1932年12月30日）は、アメリカ合衆国の数学者である。

## 生涯
1862年1月26日にオハイオ州マリエッタで生まれた。父のデイビット・ヘイスティングス・ムーアはメソジスト派の牧師で、祖父に下院議員のイライアキム・H・ムーアがいる。
高校時代の夏休みにシンシナティ天文台の仕事を手伝う中で数学に出会った。その後、イェール大学に入学して数学を専攻し、1883年にB.A.、1885年にPh.D.を取得した。在学中は秘密結社・スカル・アンド・ボーンズに入会していた:47–8。博士論文はヒューバート・ニュートンの指導を受けた、ウィリアム・クリフォードとアーサー・ケイリーの研究に関するものだった。ニュートンからドイツへの留学を勧められて、ベルリン大学に1年間留学し、レオポルド・クロネッカーやカール・ワイエルシュトラスの講義を受けた。
帰国後、イェール大学とノースウェスタン大学で教鞭を執った。1892年にシカゴ大学が開校すると、ムーアは同大学の初代数学科長に就任し、1932年に亡くなるまでその地位にあった。シカゴ大学での最初の同僚には、オスカー・ボルザやハインリッヒ・マシュケがいた。その結果、シカゴ大学の数学科は、ジョンズ・ホプキンス大学に次ぐアメリカ史上2番目の研究型の数学科となった。

## 研究
ムーアが最初に取り組んだのは抽象代数学で、1893年に有限体の構造の分類を証明した。1900年頃からは、幾何学の基礎を研究し始めた。幾何学に関するヒルベルトの公理を再構成し、点を唯一の原始概念として、線と面を定義された概念に変えた。1902年には、ヒルベルトの公理の一つが冗長であることを示した。ムーアの公理系に関する研究は、超数学やモデル理論の出発点の一つとされている。1906年以降は、解析学の基礎に目を向けた。1910年に発表された"Introduction to a form of general analysis"（一般解析学入門）で、初めて閉包作用素の概念を登場させた。その他、代数幾何学、整数論、積分方程式についても執筆している。
シカゴ大学では、ジョージ・デビット・バーコフ、レオナード・E・ディクソン、ロバート・リー・ムーア（同じ姓だが血縁関係はない）、オズワルド・ヴェブレンなど、31人の博士論文を指導した。バーコフはハーバード大学の、ヴェブレンはプリンストン大学の数学部を率いた。ディクソンはアメリカ初の偉大な代数学者、数論者となった。ロバート・ムーアはアメリカの位相幾何学を確立した。Mathematics Genealogy Projectによると、E・H・ムーアの学術的系譜に連なる人物は、2012年12月現在で18,900人以上いるとされている。
ムーアは、ニューヨーク数学会を発展させてアメリカ数学会(AMS)に改称させ、そのシカゴ支部を率いた。1901年から1902年までAMSの会長を務め、1899年から1907年まで"Transactions of the American Mathematical Society"を編集した。
ムーアは、全米科学アカデミー、アメリカ芸術科学アカデミー、アメリカ哲学協会の会員に選出されている。
2002年、アメリカ数学会はムーアを記念した賞を創設した。

## 情報源
- Ivor Grattan-Guinness (2000) The Search for Mathematical Roots 1870–1940. Princeton University Press.
- Karen Parshall and David E. Rowe (1994) The emergence of the American mathematical research community, 1876–1900 : J. J. Sylvester, Felix Klein, and E. H. Moore,  American Mathematical Society.